# Étienne Copel
Étienne Copel, né le 14 septembre 1935 à Saint-Étienne, est un général de brigade aérienne de l'Armée de l'air française. Il fit une brillante carrière d'officier et a été, en 1981, le plus jeune général français en activité,,. Il fut l'un des trois pilotes de chasse à avoir effectué le largage d'une bombe atomique pour des essais à Moruroa (plus connu sous le nom de Mururoa), en 1973. Il se rendit célèbre en 1984 en démissionnant de son poste de sous-chef d'état-major de l'Armée de l'air,,, afin  de pouvoir exprimer librement sa conception de la politique de défense de la France, et publier son premier livre.
Il continue à faire connaître, par ses livres et ses conférences, ses points de vue sur ses sujets de prédilection comme la Sécurité civile, les choix politiques en matière de Défense en particulier sur la force de dissuasion nucléaire française, et les dangers du terrorisme.

## Origines familiales
Étienne Copel est le fils de Pierre Copel — polytechnicien (1925), ingénieur de l'École des mines de Paris (1927), professeur de physique et de minéralogie à l'École des mines de Saint-Étienne en 1930 puis sous-directeur de l'école, né à Paris le 23 juillet 1907, disparu à Chamrousse, dans le massif de Belledonne, le 2 février 1936,,, au cours d'une sortie à ski organisée par l'École des mines — et de Kyra Alexandroff, née à Moscou, le 5 octobre 1908. Ils s'étaient mariés à Versailles, le 23 mars 1931. Une rue de Saint-Étienne porte le nom de Pierre Copel en son hommage.

## Carrière militaire
Entré à l'École de l'air de Salon-de-Provence en 1954, il en sort major en 1956. Il est breveté pilote de chasse en 1957. Il effectue deux séjours sur le théâtre des opérations en Algérie, qui lui valent quatre citations.
En 1969, il commande la première escadre nucléaire tactique.
Alors lieutenant-colonel, commandant de la 4e escadre de chasse à la base de Luxeuil (BA 116),, il expérimente le 28 août 1973, à Mururoa, sur le Mirage III E (no 617 immatriculé BE), en présence du ministre de la Défense Robert Galley, le largage de la première arme nucléaire tactique AN-52. Il s'agit du 53e tir français (nom de code : Tamara). Il est alors le deuxième pilote à réaliser cet essai en vraie grandeur depuis un avion, mais le premier à le faire en solo,. Le premier essai de ce genre eut lieu à Fangataufa le 19 juillet 1966, sur Mirage IV avec deux personnes à bord, et le troisième et dernier essai depuis un avion fut réalisé le 25 juillet 1974 également en solo, à Mururoa, sur Jaguar A. Les trois seuls pilotes français à avoir effectué un essai nucléaire sont issus de l'École de l'air de Salon-de-Provence.
La même année (1973), il est reçu major à l'École supérieure de guerre aérienne.
De 1977 à 1979, le colonel Copel commande la base aérienne de Reims (BA 112). En 1978, il y accueille, en particulier, des MiG-23 soviétiques dans le cadre des échanges du Normandie-Niémen.
Le 1er septembre 1981, à l'âge de 46 ans, il est nommé général de brigade aérienne. Il commande alors le Centre d'opérations de la Défense aérienne à Taverny. En 1983, il est nommé sous-chef d'état-major de l'Armée de l'air, chargé des opérations.
Étant en désaccord avec les choix politico-stratégiques de l'époque concernant la Défense nationale, il démissionne de ce poste le 10 mars 1984 afin de pouvoir exprimer ses points de vue publiquement.

## Carrière civile

### Publications
Son premier livre, Vaincre la guerre (tiré à 100 000 exemplaires) qui paraît en 1984 est une remise en cause des options de l'époque dans de nombreux domaines militaires, en particulier la vision classique de la dissuasion nucléaire. Il y dénonce également le service national, qu'il juge dépassé, dans sa forme d'alors. Il prône un service bref suivi de quelques périodes de réserve très courtes, dans le but de construire une garde nationale destinée à la protection du territoire en cas, par exemple de grave danger terroriste.
Il publie son deuxième ouvrage en 1986 : La Puissance de la liberté, dans lequel il prévoit la chute de l'Empire soviétique.
En 1991, paraît : Le Nécessaire et l'inacceptable, où il explique et défend l'énergie nucléaire, en particulier pour lutter contre l'augmentation de l'effet de serre, tout en dénonçant la vulnérabilité des centrales nucléaires, en particulier en raison du risque d'écrasement d'un avion gros porteur aux mains d'un pilote suicide,. Il y préconise un certain nombre d'améliorations des centrales actuelles.
Puis en 2003, il publie : Prévenir le pire, éviter les catastrophes terroristes, livre dans lequel il explore les pistes possibles afin d'éviter les catastrophes d'origine terroriste et dans lequel il critique « l'obsolescence de la politique de défense française » et, entre autres, le remplacement du M45 par le M51.

Il renouvelle ces critiques en 2004 dans différentes interviews, ainsi que le format de la FOST à quatre SNLE. Selon lui, « remplacer les M45 par les M51 [...] n'est pas un progrès. C'est une régression. Qui nous coûtera environ 15 milliards d'euros ». Il justifie la critique de la dissuasion nucléaire par des motifs économiques (« défense civile, modernisation des armées et réduction du déficit de l'État ») et stratégiques : 

« [...] La première est que les missiles M45 qui sont en train d'équiper nos sous-marins nucléaires sont de véritables bijoux. Ils bénéficient de toutes les aides à la pénétration les plus modernes, leur portée est telle qu'un seul sous marin pourrait menacer, en même temps, à la fois New York, Alger et Moscou, leur fiabilité est excellente […]. La deuxième raison qui montre que nous n'avons aucune raison de changer nos missiles est que, depuis l'effondrement du monde soviétique, personne ne dispose de système d'interception de missiles balistiques. Mieux, personne ne développe de tels systèmes. Même pas les Américains pour faire face à des missiles nettement moins sophistiqués que nos missiles M45. Certes, les États-Unis ont assez régulièrement des projets de défense antimissiles, mais ils ne passent pas à l'acte, tant il est difficile et coûteux d'intercepter un missile balistique arrivant de la stratosphère à plusieurs milliers de mètres par seconde [...]. Dans ces conditions, il est clair qu'il n'y a aucune raison opérationnelle de dépenser des milliards pour remplacer nos missiles M45 par de nouveaux missiles M51 [...] dont on ne pourra même pas tester les têtes nucléaires, puisque c'est maintenant interdit ! […] »

En novembre 2007, il donne raison au roi du Maroc, Mohammed VI, d'avoir choisi les avions F-16 américains, au détriment du Rafale français, pour les Forces aériennes royales de son pays.
En juin 2008, il émet des idées pour réaliser des économies en matière de Défense nationale et donne un avis sur les Livres blancs, en particulier sur celui sur la Défense de 2008.
En juillet 2012, il se prononce à nouveau pour une réduction des dépenses dans le nucléaire militaire au profit, entre autres, de la réduction de certaines économies dans le domaine des armements classiques, tout en s'opposant à la disparition totale de la forces de dissuasion nucléaire française comme le propose, par exemple Michel Rocard.
En mai 2013, il donne un avis positif concernant la décision du ministre de la Défense, Jean-Yves Le Drian, d'acquérir des drones américains.
Son analyse du Livre blanc 2013 l'amène à formuler les mêmes critiques relativement à la priorité donnée en France à l'arme nucléaire aux dépens des autres formes de défense, pourtant à ses yeux essentielles, en relation avec les menaces terroristes, en particulier sur le territoire national.
Depuis 2010, il collabore au magazine La Revue dont il est membre du comité éditorial et pour lequel il écrit régulièrement des billets,.

### Engagement politique
De 1992 à 2004,  il est élu UDF au conseil général de l'Aube.
Il a été président du parc naturel régional de la Forêt d'Orient.
Il a été candidat UDF aux élections sénatoriales de 1998,.
Il a été conseiller municipal de Troyes, 2001-2008 (majorité municipale).

### Activité bénévole
En 1987, il devient vice-président du Haut comité français pour la défense civile, fondé par le général Billotte et Maurice Schumann. Dans ce comité, il est président du collège des experts.

## Titres
Il est ingénieur de l'École de l'air et titulaire d'une maîtrise de droit.

## Décorations
- Officier de la Légion d'honneur[26].
- Croix de la Valeur militaire avec quatre citations[26].
- Commandeur de l'ordre national du Mérite

## Ouvrages
- Vaincre la guerre, une autre défense, une autre armée,  éd. Lieu Commun, coll. « Documents », 1984, (réimpr. 2006), 246 p.  (ISBN 2-86705-024-3 et 978-2867050244).
- Vaincre la guerre, c'est possible !, Folio Actuel, 1985, 224 p.  (ISBN 978-2070323128).
- La Puissance de la liberté, les chances d'une défense de l'Europe,  éd. Lieu Commun, coll. « Documents », 1986, (réimpr. 2006), 224 p.  (ISBN 2-86705-059-6 et 978-2867050596).
- Le Nécessaire et l'inacceptable, centrales nucléaires, terrorisme...,  éd. Balland, coll. « Essais Document », 1991, 235 p.  (ISBN 2-7158-0841-0 et 978-2715808416)[27].
- Prévenir le pire, éviter les catastrophes terroristes, Paris,  éd. Michalon, coll. « Essais », 2003, 203 p.  (ISBN 2-84186-217-8 et 978-2841862177).
- Collectif, dont : Pierre Pascallon (dir.), Thierry d'Arbonneau, Jean-Claude Baert, Étienne Copel, Bernard Libat, Pierre Mathe, Henri Paris, Jean Rannou, La Dissuasion nucléaire française en question(s), actes du colloque organisé en septembre 2005 par Pierre Pascallon,  éd. L'Harmattan Paris, 2006, 510 p.  (ISBN 2296001750 et 978-2296001756) [présentation en ligne].
- Au-delà du mirage – Souvenirs d’avenir, Éditions Favre, 2021, 272 p.  (ISBN 978-2-8289-1933-7)[28].